# Kiganda
La Commune Kiganda est l'une de cinq communes de la province de Muramvya, au Burundi.
Commune de Kiganda (Province de Muramvya, Burundi) est une petite ville et a une altitude de 1 926 mètres. La commune de Kiganda est située à proximité du village Ruvumu et Gitaramuka.

## Géographie
Elle est entourée à l'est par la commune  Rutegama de la province Muramvya, au sud par la commune Bisoro de la province  Mwaro, au nord par la commune  Mbuye de la province  Muramvya et à l'ouest par la commune  Muramvya de la province  Muramvya.